# Néstor Canelón
Néstor Eduardo Canelón Gil (* 19. August 1991 in Caracas) ist ein venezolanischer Fußballspieler, der als Flügelstürmer eingesetzt wird.

## Karriere
Canelón spielte bei Universidad Central in der Segunda División, bevor er 2012 zu einem Probetraining beim FC Caracas eingeladen wurde. Obwohl er es ins B-Team und kurzzeitig in die erste Mannschaft schaffte, blieb ihm der Durchbruch aufgrund der starken Konkurrenz verwehrt. Anschließend wechselte er zu Deportivo La Guaira, wo er trotz anfänglicher Schwierigkeiten Spielzeit erhielt. Eine unzureichend behandelte Fußverletzung führte jedoch zu Problemen und seinem Wechsel zu Deportivo Petare im Jahr 2015. Dort überzeugte er erneut, was ihm einen Wechsel zu Deportivo Anzoátegui einbrachte.
Bei Anzoátegui zeigte er starke Leistungen und debütierte in der Copa Sudamericana 2016. Nach finanziellen Problemen des Vereins kehrte er zum FC Caracas zurück, wo er bis 2019 spielte, bevor er zu Santiago Wanderers in Chile, seiner ersten Auslandsstation, wechselte. Nach einer Rückkehr zu Universidad Central und einem weiteren halben Jahr in Chile bei Deportes Recoleta in der Primera B spielt er seit 2023 für Estudiantes de Mérida.

## Erfolge
Deportivo La Guaira
- Venezolanischer Pokalsieger: 2014

Santiago Wanderers
- Chilenischer Zweitligameister: 2019